# Govor o stanju Unije
Govor o stanju Unije (eng. State of the Union Address) ili Govor o stanju nacije je godišnje obraćanje predsjednika SAD-a Kongresu na zajedničkoj sjednici obaju domova (Senata i Zastupničkog doma), a koje se redovito događa u siječnju.
Govor ili izvještaj je kategorija koju propisuje Ustav SAD-a obvezujući predsjednika da "s vremena na vrijeme izvijesti Kongres o stanju Unije"(čl. II., st. 3).
Predsjednik nije dužan održati govor već izvještaj može samo proslijediti Kongresu. No obraćanje predsjednika postao je običaj i prvorazredni politički događaj u SAD-u koji se redovito koristi u svrhu osvrta na trenutnu političku situaciju, ali i kao najava budućih poteza Vlade.

## Vanjske poveznice
The American Presidency Project: Arhiv i analiza govora o stanju nacije